# Ikuya Machida
Ikuya Machida (Japans: 町田育弥, Machida Ikuya) (Saitama, augustus 1963) is een Japans componist, muziekpedagoog en pianist.

## Levensloop
Machida studeerde van 1981 tot 1984 compositie, piano en kamermuziek aan de Toho Gakuen School of Music in Chofu, Tokio bij onder anderen Atsutada Odaka en Akira Miyoshi. Na het behalen van zijn diploma's werd hij werkzaam als componist, muziekpedagoog en pianist. Hij is muziekdocent aan de Toho Girls High School en aan zijn alma mater, de Toho Gakuen School of Music. Als pianist verzorgt hij solo-optredens en verleent hij medewerking aan diverse kamermuziekensembles.
Als componist schrijft hij werken voor diverse genres, muziektheater (musical, toneel), orkestmuziek, werken voor harmonieorkesten, kamermuziek en filmmuziek. In 2005 won hij de Shitaya Award als beste componist tijdens een wedstrijd van de All Japan Band Association.

## Composities (selectie)

### Werken voor orkest
- 2010 When you see the sea, voor strijkorkest

### Werken voor harmonieorkest
- 2004 Breathing Soul II - won de Shitaya award
- Breathing Soul I

### Kamermuziek
- Christmas Song Collection, voor 2 dwarsfluiten

### Werken voor piano
- Whisper of the Heart, 2 vol.